# Eubank
Eubank és una població dels Estats Units a l'estat de Kentucky. Segons el cens del 2000 tenia 358 habitants.

## Demografia
Segons el cens del 2000, Eubank tenia 358 habitants, 141 habitatges, i 102 famílies. La densitat de població era de 151,9 habitants/km².
Dels 141 habitatges en un 31,2% hi vivien nens de menys de 18 anys, en un 55,3% hi vivien parelles casades, en un 14,9% dones solteres, i en un 27% no eren unitats familiars. En el 27% dels habitatges hi vivien persones soles el 14,2% de les quals corresponia a persones de 65 anys o més que vivien soles. El nombre mitjà de persones vivint en cada habitatge era de 2,54 i el nombre mitjà de persones que vivien en cada família era de 3,06.
Per edats la població es repartia de la següent manera: un 26,3% tenia menys de 18 anys, un 8,9% entre 18 i 24, un 29,3% entre 25 i 44, un 20,9% de 45 a 60 i un 14,5% 65 anys o més.
L'edat mediana era de 35 anys. Per cada 100 dones de 18 o més anys hi havia 82,1 homes.
La renda mediana per habitatge era de 18.409 $ i la renda mediana per família de 19.625 $. Els homes tenien una renda mediana de 26.944 $ mentre que les dones 16.667 $. La renda per capita de la població era de 15.599 $. Entorn del 22,4% de les famílies i el 32,2% de la població estaven per davall del llindar de pobresa.

## Poblacions més properes
El següent diagrama mostra les poblacions més properes.